# U-2513
| U-2513 | U-2513 | U-2513 |
| --- | --- | --- |
| U 2513 | | |
| | | |
| Американський підводний човен U-2513 на випробуваннях поблизу військово-морської бази Кі-Вест. Флорида. 30 жовтня 1946                                                   | | |
| Верф | Blohm + Voss, Гамбург | Blohm + Voss, Гамбург |
| Під прапором | Третій Рейх США | Третій Рейх США |
| Належність | Крігсмаріне · Військово-морські сили США | Крігсмаріне · Військово-морські сили США |
| Порт приписки | Кіль Берген Нью-Лондон Кі-Вест | Кіль Берген Нью-Лондон Кі-Вест |
| Замовлення | 6 листопада 1943 | 6 листопада 1943 |
| Закладений | 19 липня 1944 | 19 липня 1944 |
| Спуск на воду | 14 вересня 1944 | 14 вересня 1944 |
| Введений до складу флоту | 12 жовтня 1944 | 12 жовтня 1944 |
| На службі | 1944—1945 | 1944—1945 |
| Загибель | 7 жовтня 1951 року затоплений у ролі мішені при випробуванні зброї есмінцем «Роберт Овенс» поблизу Драй-Тортугас у Мексиканській затоці                                  | 7 жовтня 1951 року затоплений у ролі мішені при випробуванні зброї есмінцем «Роберт Овенс» поблизу Драй-Тортугас у Мексиканській затоці                                  |
| Бойовий досвід | Друга світова війна | Друга світова війна |
| Проєкт | | |
| Тип ПЧ | океанський дизель-електричний торпедний («електричний човен») | океанський дизель-електричний торпедний («електричний човен») |
| Основні характеристики | | |
| Швидкість (надводна) | 15,6 вузла (28,9 км/год) | 15,6 вузла (28,9 км/год) |
| Швидкість (підводна) | 17,2 вузла (31,9 км/год) 6,1 вузла (11,3 км/год) (режим підкрадання) | 17,2 вузла (31,9 км/год) 6,1 вузла (11,3 км/год) (режим підкрадання) |
| Робоча глибина занурення | 240 м | 240 м |
| Гранична глибина занурення | 280 м | 280 м |
| Дальність плавання | 63 милі (117 км) на швидкості 4 вузли (7,4 км/год) (у підводному положенні) 13 850 морських миль (25 650 км) на швидкості 10 вузлів (19 км/год) (у надводному положенні) | 63 милі (117 км) на швидкості 4 вузли (7,4 км/год) (у підводному положенні) 13 850 морських миль (25 650 км) на швидкості 10 вузлів (19 км/год) (у надводному положенні) |
| Екіпаж | 57 офіцерів та матросів | 57 офіцерів та матросів |
| Розміри | | |
| Довжина найбільша (по КВЛ) | 76,7 м | 76,7 м |
| Ширина корпусу найб. | 8 м | 8 м |
| Середня осадка (по КВЛ) | 6,32 м | 6,32 м |
| Водотоннажність надводна | 1621 т | 1621 т |
| Водотоннажність підводна | 1819 т | 1819 т |
| Силова установка | | |
| Дизель-електрична: 2 дизельні двигуни; 2 дизельних двигуни з нагнітачем MAN M6V40/46KBB, 2 електродвигуни SSW GU365/30; 2 електродвигуни SSW GU365/30 + 2 × SSW GV232/28 | | |
| Гвинти | 2 | 2 |
| Потужність | 3900 к.с. (дизелі) 4900 к.с. + 223 к.с. (електродвигуни) | 3900 к.с. (дизелі) 4900 к.с. + 223 к.с. (електродвигуни) |
| Озброєння | | |
| Торпедно- мінне озброєння | 4 носових і 2 кормових ТА; 23 торпеди або 12 мін TMC | 4 носових і 2 кормових ТА; 23 торпеди або 12 мін TMC |
| ППО | 1 × 37-мм зенітна гармата SKC/30 2 (1 × 2) × 20-мм зенітні гармати FlaK 30                                                                                               | 1 × 37-мм зенітна гармата SKC/30 2 (1 × 2) × 20-мм зенітні гармати FlaK 30                                                                                               |
| Електроніка | FuG 200 Hohentwiel FuMB Ant 3 Bali | FuG 200 Hohentwiel FuMB Ant 3 Bali |

U-2513 — німецький великий океанський підводний човен типу XXI, що входив до складу Військово-морських сил Третього Рейху за часів Другої світової війни. Закладений 19 липня 1944 року на верфі Blohm + Voss у Гамбурзі під будівельним номером 2513. Спущений на воду 14 вересня 1944 року, а 12 жовтня 1944 року корабель увійшов до складу ВМС нацистської Німеччини.

## Історія служби
U-2513 належав до серії німецьких підводних човнів типу XXI, океанських дизель-електричних підводних човнів, так званих «електричних човнів» (нім. Electroboot), призначених діяти на морських комунікаціях противника на далеких відстанях у відкритому океані. Човнів цього типу було випущено 118 одиниць, утім лише одиниці надійшли на озброєння нацистського флоту.
Службу розпочав у складі 31-ї навчальної флотилії. 1 квітня 1945 року його перевели до бойового складу 11-ї флотилії. Не здійснив жодного бойового походу й не потопив чи пошкодив жодного корабля або судна.
9 травня 1945 року U-2513 капітулював союзникам у норвезькому Гортені. 18 травня передислокований до Осло, звідсіля до Лісахаллі. У серпні 1945 року трофейний німецький підводний човен перекинули до ВМБ Нью-Лондон у штаті Коннектикут.
Через рік, у серпні 1946 року, U-2513 розпочав масштабний ремонт у Чарлстоні, Південна Кароліна, який завершився наприкінці вересня. 24 вересня він вийшов з Чарльстона та попрямував до Кі-Веста, Флорида. Наступного дня на човні розпочалися піврічні тестові дослідження, які включали як оціночні випробування конструкції підводного човна, так і чергування в поєднанні з розробкою підводної та протичовнової тактики. Завдяки результатам цих випробувань буде розпочато Програму потужності підводного двигуна (GUPPY).
21 листопада 1946 року президент США Гаррі С. Трумен став другим американським президентом (після Теодора Рузвельта), який подорожував на підводному човні, коли він відвідав U-2513. Підводний човен з президентом на борту опустився на глибину 130 м, і йому продемонстрували як працює німецький шноркель.
7 жовтня 1951 року колишній німецький човен затоплений у ролі мішені при випробуванні ракетної зброї есмінцем «Роберт Овенс» поблизу Драй-Тортугас у Мексиканській затоці.

## Командири
- Капітан-лейтенант Ганс Бунгардс (12 жовтня 1944 — 26 квітня 1945)
- Фрегаттен-капітан Еріх Топп (27 квітня — 9 травня 1945)